# Helmut Vakily
Helmut Vakily (* 2. April 1938 in Konstanz) ist ein deutscher Dichter, Maler, Grafiker und Zeichner.

## Leben
Vakily, der zwischen 1939 und 1949 in Teheran lebte, absolvierte nach seiner Rückkehr in die Bundesrepublik Deutschland zwischen 1954 und 1961 ein Studium der Buchgrafik und Malerei an der Werkkunstschule Dortmund bei Max Guggenberger und Gustav Deppe, an der Freien Kunstschule Stuttgart sowie der Staatlichen Akademie der Bildenden Künste Stuttgart. Während dieser Zeit gehörte er zu den Studenten von  Paul König, Rudolf Müller, Walter Brudi und Manfred Henninger.
1958 schuf er das Szenenbild zum Theaterstück Der Strom von Max Halbe in einer Inszenierung von Vera Dannenhaus am Stuttgarter Jugendtheater. Nach einer Studienreise nach Collioure in den Pyrenäen und dem Abschluss des Studiums lässt er sich 1961 in München nieder.
Vakily, dessen Arbeiten als Maler, Grafiker und Zeichner unter anderem 1969 im Von der Heydt-Museum in Wuppertal ausgestellt wurden, gründete 1977 die Autoren Galerie 1 in München, die Ausstellungen zeitgenössischer Kunst mit Autorenlesungen verbindet und in der auch Vakilys Bilder ausgestellt wurden.
Seit 1992 beschäftigte er sich auch als Dichter und veröffentlichte unter anderem die beiden Gedichtbände Nicht immer findest du einen Ort (1997) und Zu dieser Zeit – an diesem Ort (2003). Daneben erschienen seine Gedichte wie „Für Dich“, „Nach dem Fest“ und „Nackt“ auch in der Wandler-Zeitschrift für Literatur.
Zu seinen bekannteren Arbeiten gehört die Reihe Raum- und Flugzeltbilder mit Werken wie Über dem blauen Himmel (1985), Flugzelt (1989), Flugzelt über Weiß und Grau (1989), Ausflug nach Cassis (1989), Ausflug mit Simone (1989), Flugzeit Indigo I (1989), Raum- und Flugzelt (1998), aber auch die Spätwerke Wachsende Zuneigung (2008), Durchblick (2008), Im Dunkel und im Licht II (2008), Raum- und Flugzelt über den Wolken (2008).